# David Hunter
David Hunter, född den 21 juli 1802 i Washington, D.C., död där den 2 februari 1886, var en nordamerikansk general. 
Hunter ingick 1822 som officer i den reguljära armén, utnämndes vid inbördeskrigets utbrott 1861 till brigadgeneral i nordstatsarmén och innehade efter vartannat viktiga befäl i Missouri, Kansas och South Carolina. Bekanta är hans proklamationer våren 1862, varigenom han "konfiskerade och förklarade fria" slavarna i trakten, till sist i hela Georgia, Florida och Syd-Carolina; de annullerades av Lincoln som obehöriga ingrepp i presidentens politiska makt. Hunter uppsatte samma år det första regementet av färgade soldater i nordstaternas armé. Han satt 1865 som ordförande i rannsakningskommissionen över de i mordet på Lincoln invecklade, blev samma år generalmajor i Förenta staternas armé och tog avsked 1866.